# Entente Sportive Le Cannet-Rocheville Volley-Ball 2013-2014
Questa voce raccoglie le informazioni riguardanti l'Entente Sportive Le Cannet-Rocheville Volley-Ball nelle competizioni ufficiali della stagione 2013-2014.

## Organigramma societario
Area direttiva
- Presidente: Daniel Bussani

Area tecnica
- Allenatore: Riccardo Marchesi
- Allenatore in seconda: Riccardo Appi

## Rosa
| N° | Nome              | Ruolo | Data di nascita   | Nazionalità sportiva |
| -- | ----------------- | ----- | ----------------- | -------------------- |
| 1  | Lucile Le Thuc    | P     | 19 settembre 1992 | Francia              |
| 2  | Maëva Orlé        | C     | 8 maggio 1991     | Francia              |
| 4  | Michela Molinengo | L     | 4 luglio 1978     | Italia               |
| 5  | Anaïs Décamp      | L     | 24 febbraio 1992  | Francia              |
| 6  | Alexandra Jupiter | S/O   | 11 marzo 1990     | Francia              |
| 7  | Mallory Steux     | P     | 24 ottobre 1988   | Francia              |
| 8  | Kim Nowak         | S     | 17 giugno 1995    | Francia              |
| 9  | Élisabeth Fedèle  | S     | 11 gennaio 1994   | Francia              |
| 10 | Nina Rosić        | L     | 5 maggio 1990     | Serbia               |
| 11 | Myriam Kloster    | C     | 4 agosto 1989     | Francia              |
| 12 | Sanja Bursać      | S     | 10 gennaio 1990   | Serbia               |
| 15 | Elena Gabrieli    | C     | 26 luglio 1992    | Italia               |
| 18 | Marina Zambelli   | C     | 1º gennaio 1990   | Italia               |
| 20 | Morgane Franzetti | P     | 31 gennaio 1991   | Francia              |